# San Rafael (Kalifornija)
San Rafael je grad u američkoj saveznoj državi Kalifornija. Prema popisu stanovništva iz 2010. u njemu je živjelo 57.713 stanovnika.